# Puebla de Alcocer
Puebla de Alcocer là một đô thị trong tỉnh Badajoz, Extremadura, Tây Ban Nha. Theo điều tra dân số 2005 (INE), đô thị này có dân số là 1269 người.